# Coppa Intercontinentale 2022 (pallacanestro)
La Coppa intercontinentale di pallacanestro 2022 è stata la 31ª edizione della Coppa intercontinentale di pallacanestro. Il torneo si è disputato alla Hassan Moustafa Sports Hall, palazzetto de Il Cairo, Egitto dall'11 al 13 febbraio 2022; questa edizione è stata la prima che si è svolta in Africa.
Il torneo è stato vinto dal Flamengo che ha battuto in finale i campioni uscenti del San Pablo Burgos.

## Squadre
In questa edizione, la FIBA torna ad utilizzare il format in vigore fino all'edizione del 2020, con quattro squadre di quattro diversi continenti.
| Squadra          | Qualificazione                                                 | Partecipazioni (in grassetto le vittorie) |
| ---------------- | -------------------------------------------------------------- | ----------------------------------------- |
| Zamalek          | Vincitori della Basketball Africa League 2021                  | Debutto                                   |
| San Pablo Burgos | Vincitori della Basketball Champions League 2020-2021          | 1 (2020)                                  |
| Flamengo         | Vincitori della Basketball Champions League Americas 2020-2021 | 2 (2014, 2019)                            |
| Lakeland Magic   | Vincitori della NBA G League 2020-2021                         | Debutto                                   |

## Partite

### Sorteggio
Il 15 gennaio 2022, si è svolto ad Il Cairo il sorteggio per le semifinali del torneo.

### Tabellone
|  | Semifinali       | Semifinali       | Semifinali       |                  |          | Finale          | Finale          | Finale          |  |
|  |                  |                  |                  |                  |          |                 |                 |                 |  |
|  | Flamengo         | Flamengo         | 94               |                  |          |                 |                 |                 |  |
|  | Flamengo         | Flamengo         | 94               |                  |          |                 |                 |                 |  |
|  | Lakeland Magic   | Lakeland Magic   | 71               |                  |          |                 |                 |                 |  |
|  | Lakeland Magic   | Lakeland Magic   | 71               |                  | Flamengo | Flamengo        | 75              |                 |  |
|  |                  |                  |                  |                  | Flamengo | Flamengo        | 75              |                 |  |
|  |                  |                  | San Pablo Burgos | San Pablo Burgos | 62       |                 |                 |                 |  |
|  | Zamalek          | Zamalek          | San Pablo Burgos | San Pablo Burgos | 62       | 61              |                 |                 |  |
|  | Zamalek          | Zamalek          |                  |                  |          | 61              |                 |                 |  |
|  | San Pablo Burgos | San Pablo Burgos | 78               |                  |          | Finale 3º posto | Finale 3º posto | Finale 3º posto |  |
|  | San Pablo Burgos | San Pablo Burgos | 78               |                  |          |                 |                 |                 |  |
|  |                  |                  |                  |                  |          |                 |                 |                 |  |
|  |                  |                  |                  |                  |          | Lakeland Magic  | Lakeland Magic  | 113             |  |
|  |                  |                  |                  |                  |          | Lakeland Magic  | Lakeland Magic  | 113             |  |
|  |                  |                  |                  |                  |          | Zamalek         | Zamalek         | 78              |  |

### Semifinali
| Arbitri: | Yohan Rosso Daniel Alberto Nieves Garcia Manuel Mazzoni |

|                              |            |                                                    |
| Yago 18 Balbi 17 Martínez 14 | Punti      | 16 Dowtin, Gravett 9 Cannady, Ford, Tilmon 6 Timma |
| Balbi 9                      | Assist     | 8 Gravett                                          |
| Batista 7                    | Rimbalzi   | 6 Gravett                                          |
| Gustavo Conti                | Allenatori | Joe Barrer                                         |

| Arbitri: | Roberto Vázquez Rabah Noujaim Wojciech Liszka |

|                             |            |                                      |
| McKinney 15 Sosa 12 Kejo 10 | Punti      | 17 Eddie 13 Nnoko, Phillip 10 Gamble |
| McKinney 4                  | Assist     | 6 Renfroe                            |
| Mahmoud 11                  | Rimbalzi   | 10 Nnoko                             |
| Will Voigt                  | Allenatori | Paco Olmos                           |

### Finale 3º/4º posto
| Arbitri: | Yohan Rosso Daniel Alberto Garcia Nieves Yevgeniy Mikheyev |

|            |            |            |
| Sosa 18    | Punti      | 22 Gravett |
| Mahmoud 5  | Assist     | 11 Dowtin  |
| Diogu 15   | Rimbalzi   | 7 Teske    |
| Will Voigt | Allenatori | Joe Barrer |

### Finale
| Arbitri: | Roberto Vázquez Manuel Mazzoni Wojciech Liszka |

|                |            |               |
| Benite 14      | Punti      | 17 Olivinha   |
| Gamble 3       | Assist     | 5 Yago        |
| Eddie, Nnoko 6 | Rimbalzi   | 6 Tucker      |
| Paco Olmos     | Allenatori | Gustavo Conti |

## MVP
- /  Luke Martínez[1]